# Kōtō-in

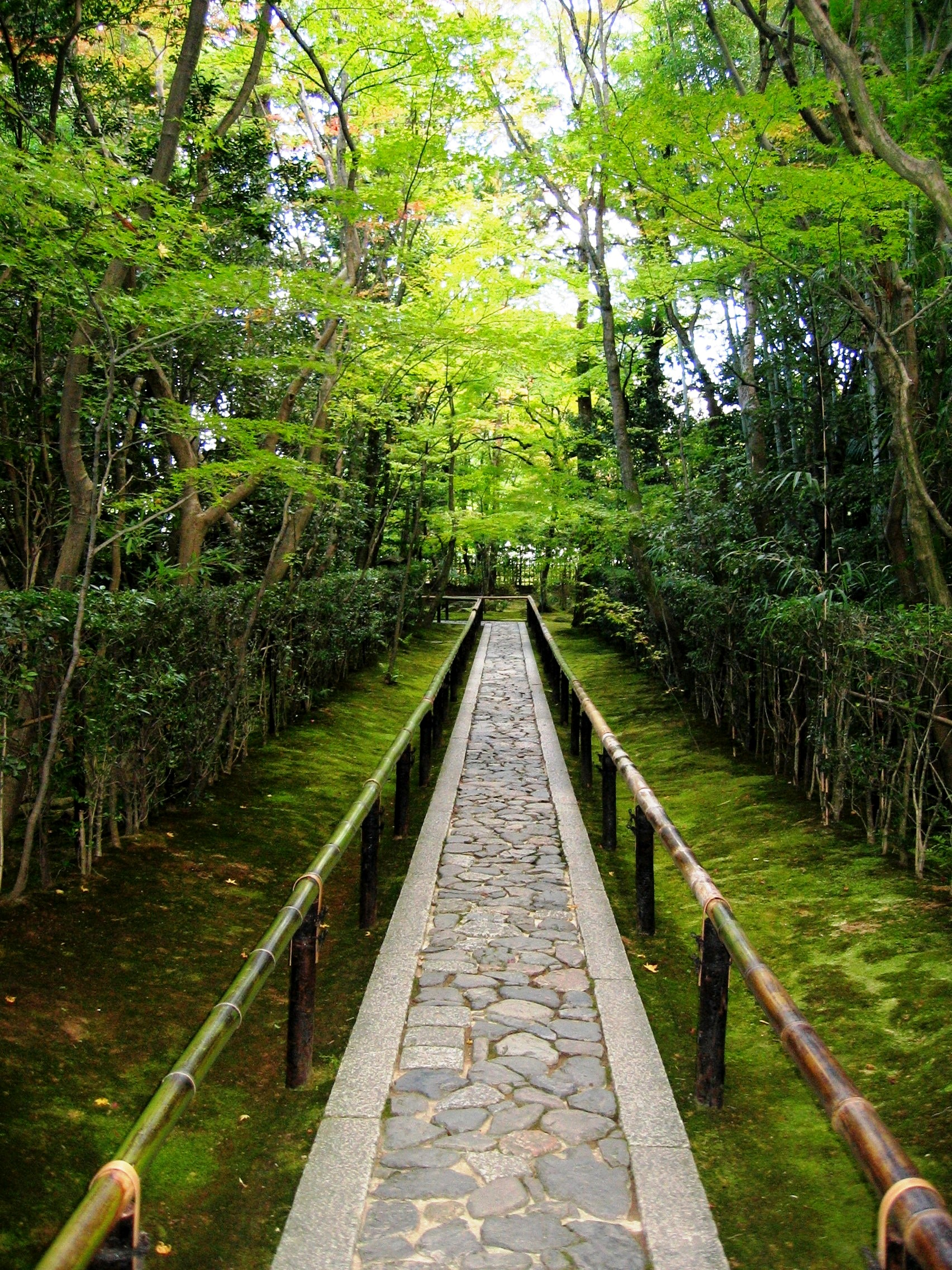
Entrée de Kōtō-in

Le Kōtō-in (高桐院) est un sous-temple du Daitoku-ji fondé par Hosokawa Tadaoki, situé à Kyoto au Japon. Il y a une salle de thé, le Shōkō-ken et les jardins sont réputés pour leur momiji. Une paire de rouleaux suspendus monochromes de la dynastie Song du sud avec paysage est désignée Trésor national du Japon. De nombreuses œuvres sont exposées tous les ans au mois d'octobre.

## Galerie

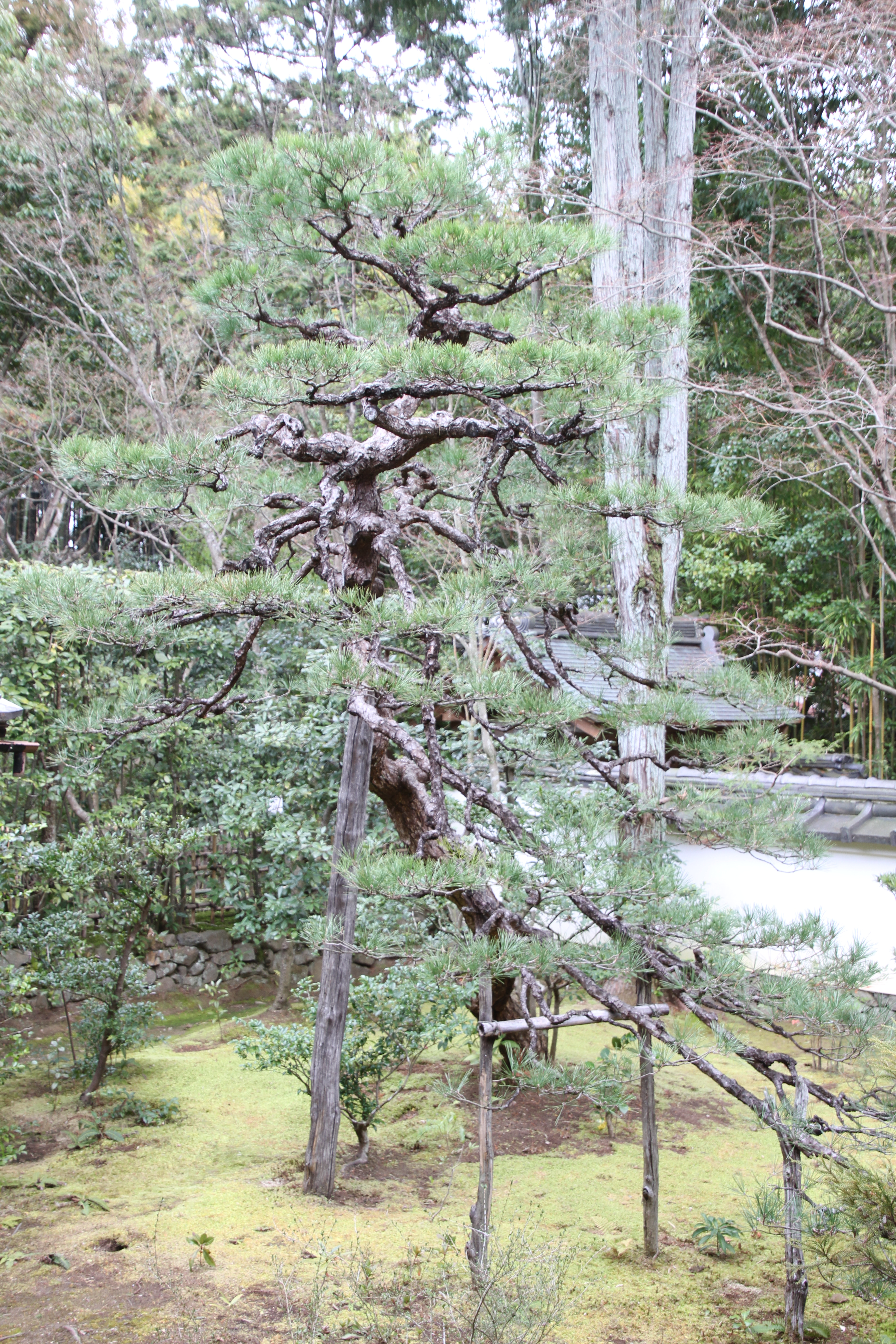
Cèdre
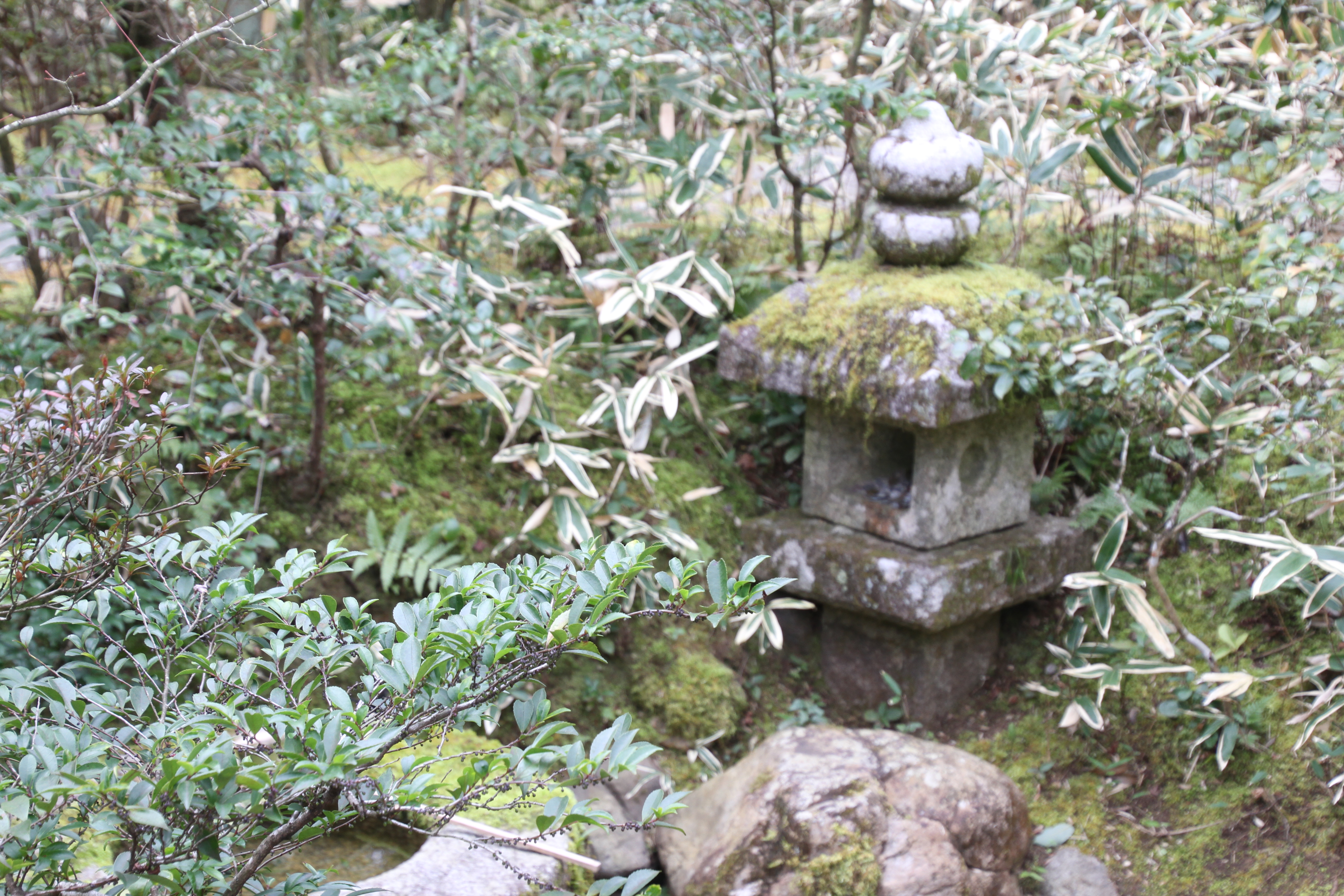
lanterne
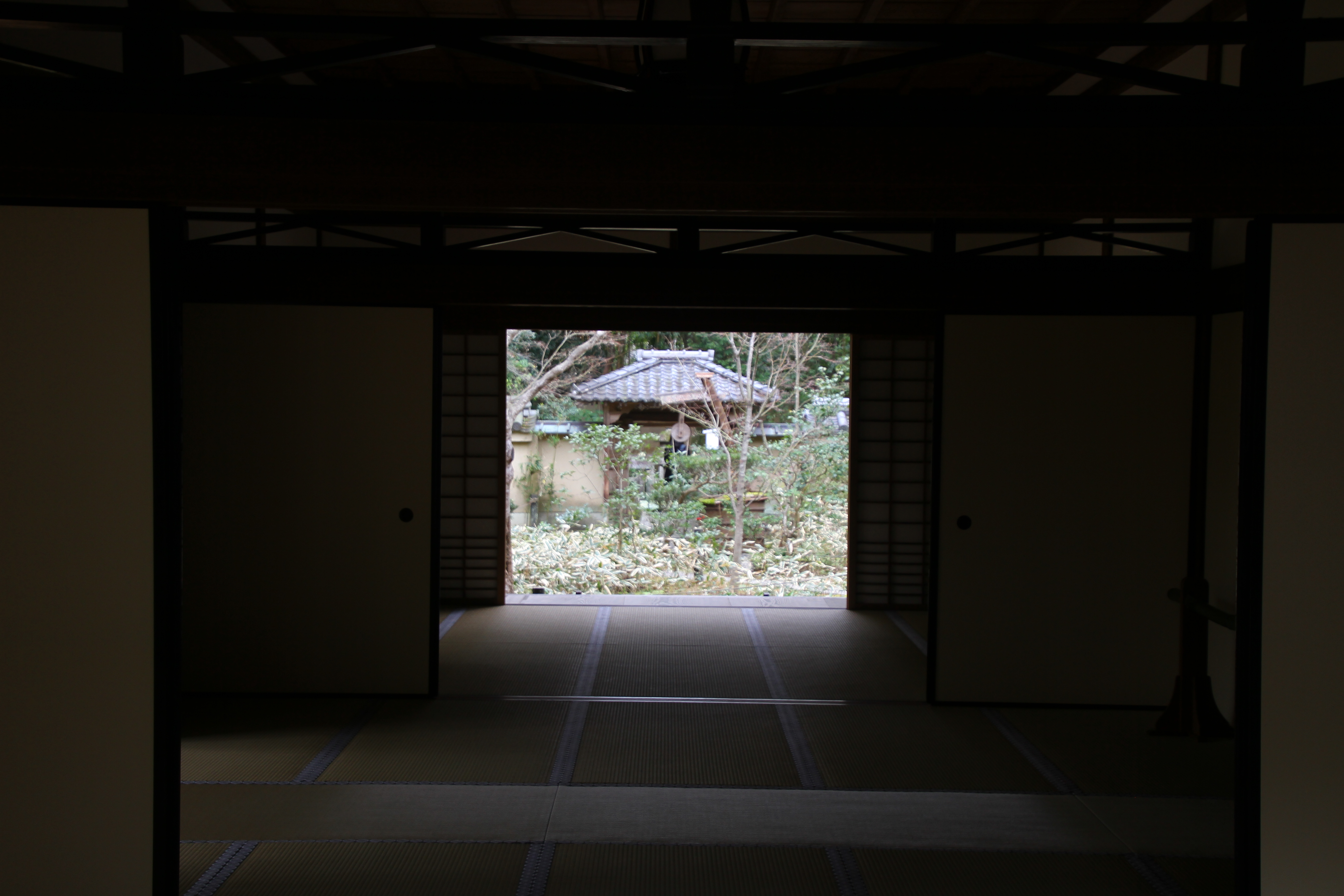
Enfilade de pièces et vue sur le jardin
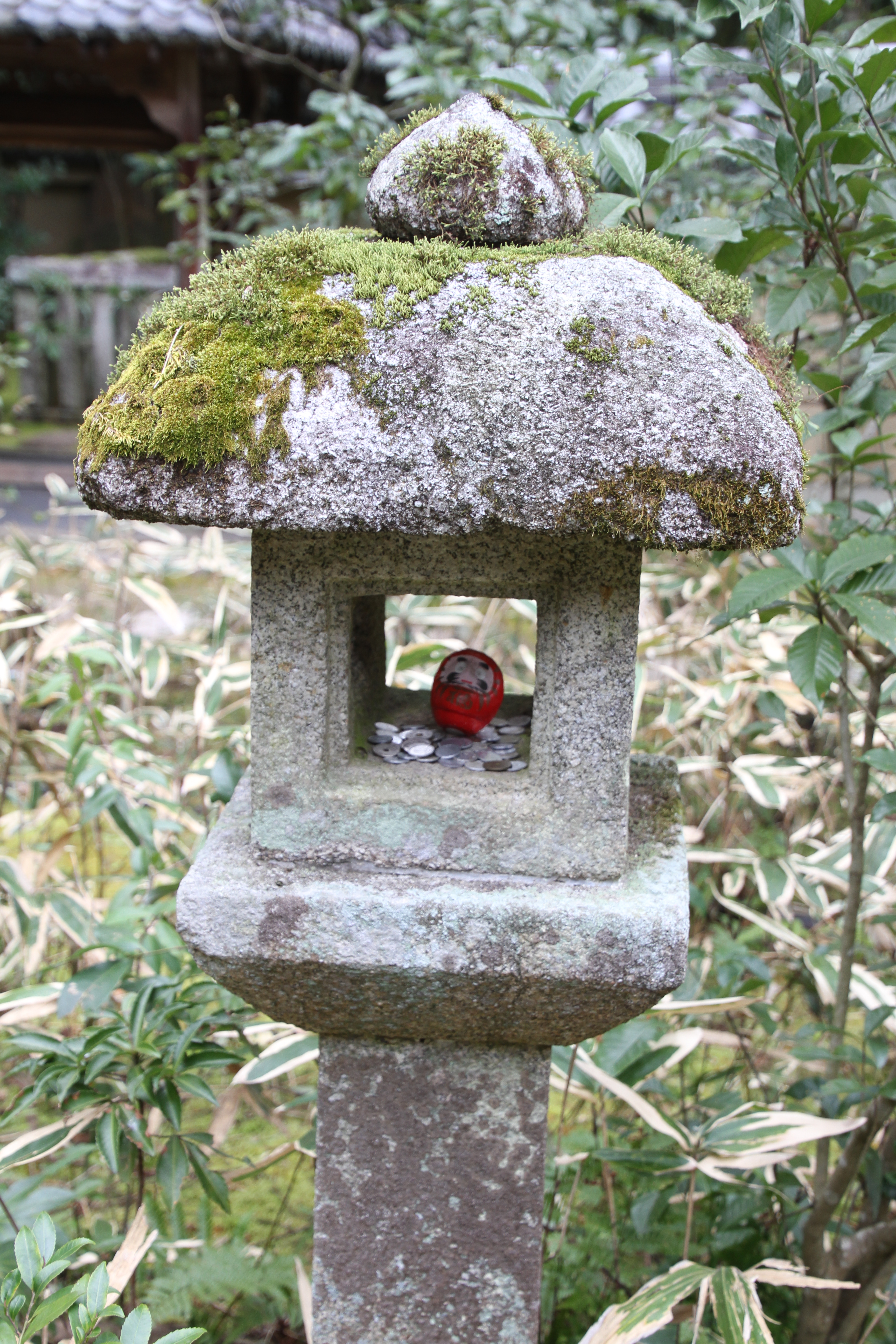
Daruma